# География на туризма
География на туризма е обособен клон в системата на географските науки, която изучава пространствената организация на туристическата дейност на обществото. Тя обединява в системно отношение особеностите на географското разделение на труда в туризма; характеристиките на населението и направленията на туристическите потоци; разпространението на туристическите условия и ресурси; факторите за развитие на туризма (в т.ч. пригодността на пространството за туристическо развитие); закономерностите в локализацията на туристическите обекти.
Главни изследователски направления, които формират Географията на туризма, са:
- География на рекреационните и туристическите ресурси (в т.ч. опазване и валоризация на туристическите ресурси);
- Териториално устройство на туризма (в т.ч. селищно-курортно устройство);
- Геоикономика на туризма (в т.ч. география на туристическите миграции и пространствена структура на световния туристически пазар);
- Туристическа картография
- Регионална география на туризма (в т.ч. туристическо странознание[3], регионално туристическо планиране, туристическо райониране).

Едно от най-новите направления на Географията на туризма е Геополитиката на туризма, която изучава туристическия феномен в качеството му на инструмент за упражняване на влияние и власт върху геопространството.